# Eisenpecherz
Eisenpecherz ist eine bergmännische Bezeichnung, die für verschiedene Minerale und Varietäten verwendet wurde:
- Triplit (nach Werner)[1]
- Pitticit (nach Karsten)[2]
- Pechblende, einer Varietät von Uraninit[3]